# Składy drużyn olimpijskich w piłce siatkowej mężczyzn 1968
Artykuł grupuje składy wszystkich reprezentacji narodowych w piłce siatkowej, które wystąpiły w turnieju siatkówki mężczyzn na Letnich Igrzyskach Olimpijskich w 1968 roku w Meksyku.

## Składy drużyn
| Numer | Imię i nazwisko    | Rok urodzenia |
| ----- | ------------------ | ------------- |
| 1     | Jozef Mol          | 1950          |
| 2     | Paul Mesdagh       | 1947          |
| 3     | Fernand Walder     | 1946          |
| 4     | Willem Bossaerts   | 1941          |
| 5     | Bernard Vaillant   | 1948          |
| 6     | Roger Maes         | 1943          |
| 7     | Ronald Vandewal    | 1946          |
| 8     | Hugo Huybrechts    | 1945          |
| 9     | Roger Vandergroten | 1943          |
| 10    | Benno Saelens      | 1948          |
| 11    | Berto Poosen       | 1944          |
| 12    | Leo Dierckx        | 1943          |

| Numer | Imię i nazwisko         | Rok urodzenia |
| ----- | ----------------------- | ------------- |
| 1     | Jorge de Souza          | 1945          |
| 2     | Sérgio Pinheiro         | 1944          |
| 3     | João Jens               | 1944          |
| 4     | Gerson Schuck           | 1946          |
| 5     | José da Costa           | 1941          |
| 6     | Marco Antônio Volpi     | 1943          |
| 7     | Mário Dunlop            | 1946          |
| 8     | Antônio Carlos Moreno   | 1948          |
| 9     | Décio Viotti de Azevedo | 1939          |
| 10    | Victor Barcellos Borges | 1942          |
| 11    | Carlos Albano Feitosa   | 1941          |
| 12    | Paulo Peterle           | 1940          |

| Numer | Imię i nazwisko        | Rok urodzenia |
| ----- | ---------------------- | ------------- |
| 1     | Aleksander Trenew      | 1945          |
| 2     | Dimityr Złatanow       | 1949          |
| 3     | Gramen Prinow          | 1944          |
| 4     | Petyr Kraczmarow       | 1938          |
| 5     | Aleksander Aleksandrow | 1944          |
| 6     | Zdrawko Simeonow       | 1946          |
| 7     | Milio Milew            | 1941          |
| 8     | Dymityr Karow          | 1943          |
| 9     | Kirył Sławow           | 1945          |
| 10    | Dinio Atanasow         | 1938          |
| 11    | Angeł Korytarow        | 1931          |
| 12    | Stojan Stojanow        | 1947          |

| Numer | Imię i nazwisko   | Rok urodzenia |
| ----- | ----------------- | ------------- |
| 1     | Antonín Procházka | 1942          |
| 2     | Jiří Svoboda      | 1941          |
| 3     | Lubomír Zajíček   | 1946          |
| 4     | Josef Musil       | 1932          |
| 5     | Josef Smolka      | 1939          |
| 6     | Vladimír Petlák   | 1946          |
| 7     | Petr Kop          | 1937          |
| 8     | František Sokol   | 1939          |
| 9     | Bohumil Golian    | 1931          |
| 10    | Zdeněk Groessl    | 1941          |
| 11    | Pavel Schenk      | 1941          |
| 12    | Drahomír Koudelka | 1946          |

| Numer | Imię i nazwisko   | Rok urodzenia |
| ----- | ----------------- | ------------- |
| 1     | Naohiro Ikeda     | 1946          |
| 2     | Masayuki Minami   | 1941          |
| 3     | Katsutoshi Nekoda | 1944          |
| 4     | Mamoru Shiragami  | 1944          |
| 5     | Isao Koizumi      | 1945          |
| 6     | Kenji Kimura      | 1945          |
| 7     | Yasuaki Mitsumori | 1946          |
| 8     | Jungo Morita      | 1947          |
| 9     | Tadayoshi Yokota  | 1947          |
| 10    | Seiji Ōko         | 1948          |
| 11    | Tetsuo Satō       | 1949          |
| 12    | Kenji Shimaoka    | 1949          |

| Numer | Imię i nazwisko    | Rok urodzenia |
| ----- | ------------------ | ------------- |
| 1     | César Osuna        | 1948          |
| 2     | Joël Calva         | 1943          |
| 3     | Jesús Loya         | 1946          |
| 4     | Eduardo Sixtos     | 1939          |
| 5     | Francisco González | 1947          |
| 6     | Juan Manuel Duran  | 1951          |
| 7     | Carlos Aguirre     | 1938          |
| 8     | Leopoldo Reyna     | 1947          |
| 9     | Carlos Barron      | 1942          |
| 10    | Antonio Barbet     | 1946          |
| 11    | Luis Martell       | 1945          |
| 12    | Eduardo Jiménez    | 1947          |

| Numer | Imię i nazwisko     | Rok urodzenia |
| ----- | ------------------- | ------------- |
| 1     | Horst Peter         | 1946          |
| 2     | Eckhard Tielscher   | 1942          |
| 3     | Siegfried Schneider | 1939          |
| 4     | Manfred Heine       | 1940          |
| 5     | Rainer Tscharke     | 1942          |
| 6     | Eckehard Pietzsch   | 1939          |
| 7     | Arnold Schulz       | 1943          |
| 8     | Rudi Schumann       | 1947          |
| 9     | Jürgen Kessel       | 1937          |
| 10    | Walter Toussaint    | 1938          |
| 11    | Jürgen Freiwald     | 1940          |
| 12    | Wolfgang Webner     | 1937          |

| Numer | Imię i nazwisko       | Rok urodzenia |
| ----- | --------------------- | ------------- |
| 1     | Stanisław Zduńczyk    | 1942          |
| 2     | Aleksander Skiba      | 1945          |
| 3     | Jerzy Szymczyk        | 1942          |
| 4     | Edward Skorek         | 1943          |
| 5     | Zbigniew Jasiukiewicz | 1947          |
| 6     | Tadeusz Siwek         | 1935          |
| 7     | Zdzisław Ambroziak    | 1944          |
| 8     | Stanisław Gościniak   | 1944          |
| 9     | Romuald Paszkiewicz   | 1941          |
| 10    | Hubert Wagner         | 1941          |
| 11    | Wojciech Rutkowski    | 1935          |
| 12    | Zbigniew Zarzycki     | 1946          |

| Numer | Imię i nazwisko  | Rok urodzenia |
| ----- | ---------------- | ------------- |
| 1     | Daniel Patterson | 1947          |
| 2     | Pedro Velasco    | 1937          |
| 3     | John Henn        | 1941          |
| 4     | Robert May       | 1941          |
| 5     | Larry Rundle     | 1944          |
| 6     | David Bright     | 1937          |
| 7     | Smitty Duke      | 1942          |
| 8     | John Alstrom     | 1942          |
| 9     | Jon Stanley      | 1943          |
| 10    | Thomas Haine     | 1933          |
| 11    | Rudy Suwara      | 1941          |
| 12    | Wink Davenport   | 1942          |

| Numer | Imię i nazwisko       | Rok urodzenia |
| ----- | --------------------- | ------------- |
| 1     | Eduard Sibiriakow     | 1941          |
| 2     | Walerij Krawczenko    | 1939          |
| 3     | Wołodymyr Bielajew    | 1944          |
| 4     | Jewgienij Łapinski    | 1942          |
| 5     | Oleg Antropow         | 1947          |
| 6     | Vasilijus Matuševas   | 1945          |
| 7     | Wiktor Michalczuk     | 1946          |
| 8     | Jurij Pojarkow        | 1937          |
| 9     | Borys Tereszczuk      | 1945          |
| 10    | Wołodymyr Iwanow      | 1940          |
| 11    | Ivans Bugajenkovs     | 1938          |
| 12    | Gieorgij Mondzolewski | 1934          |